# Suðuroyartunnilin
|  | Denne artikel beskriver en fremtidig begivenhed Denne artikel eller sektion handler om planlagt eller forventet fremtidig begivenhed. Der kan forekomme spekulativ information, og indholdet kan ændres dramatisk når begivenheden nærmer sig og mere information bliver tilgængelig. |

Suðuroyartunnilin er en planlagt undersøisk vejtunnel på ca. 26 km, der skal forbinde Færøernes sydligste ø, Suðuroy, med det centrale Færøerne. Der vil sandsynligvis være tale om to undersøiske tunneler, som begge vil komme op til overfladen på den lille ø Skúvoy, som ligger imellem Sandoy og Suðuroy. En forudsætning for at Suðuroyartunnilin bliver bygget, er at Sandoyartunnilin bliver bygget, og den åbnede i december 2023. En forudsætning er også, at det vedtages af lagtinget, at den skal bygges. Indtil videre er det ministeren for samfærsel, Henrik Old, som har startet en diskussion om og sat undersøgelser i gang om hvordan man skal gribe det an.

## To undersøiske tunneler
Efter at arbejdet med Eysturoyartunnilin gik i gang i 2016 og fra 2018 blev også arbejdet med Sandoyartunnilin skudt i gang, er politikere på Færøerne begyndt at tale om muligheden for at fortsætte hele vejen sydpå og bygge en undersøisk tunnel til Suðuroy, efter at arbejdet med at bygge Sandoyartunnilin er overstået ca. 2023. Samfærdselsministeren Henrik Old har i 2016 anmodet Landsverk (Vejdirektoratet) om at undersøge, hvordan man bedst kunne bygge en undersøisk tunnel til Suðuroy og gå i gang med forundersøgelserne. Den 4. september 2017 var Landsverk klar med svaret til Henrik Old. Der blev holdt et informationsmøde på gymnasiet på Suðuroy, hvor repræsentanter fra Landsverk fortalte om deres foreløbige planer. De mente, at det var bedst at bygge forbindelsen mellem Sandoy og Suðuroy som to undersøiske tunneler på henholdsvis 9 og 17,2 km, hvor den ene på 9 km ville forbinde bygden Sandur på Sandoy med en af de små øer, der ligger i mellem Sandoy og Suðuroy. Skúvoy var den af de små øer, der egnede sig bedst til formålet. Tunnelen vil komme op syd for bygden Skúvoy, hvorefter en anden tunnel vil være firehundede meter derfra og denne vil forbinde Skúvoy med Sandvík, som er den nordligste bygd på Suðuroy. Hvis planerne føres ud i livet, så vil 99% af Færøernes befolkning være forbundet via vejnettet.
(Eysturoyartunnilin åbnede for trafik den 19. december 2020 og Sandoyartunnilin den 21.december 2023)

## Prisen
Landsverk regner med, at det vil koste omkring 3 milliarder at bygge de to tunneler mellem Suðuroy og Sandoy. Det skal holdes op imod, at hvis man ikke bygger disse tunneler, så må man bygge en ny færge omkring år 2030, og den koster ca. 1 milliard. Smyril koster ca. 50 millioner i driftsomkostninger om året, tunnelerne vil koste ca. 30 millioner i vedligeholdelse om året. Ved at lade tunnelerne komme op på Skúvoy sparer man også færgen, der ellers sejler mellem Skúvoy og Sandoy, den koster ca. 3 millioner om året.

## Afstanden til Tórshavn
Suðuroy ligger langt borte fra det centrale Færøerne, som efterhånden er bygget sammen med underøiske tunneler og broer. Det tager to timer med færgen, Smyril, at sejle mellem Krambatangi ved Tvøroyri og Tórshavn, og færgen sejler kun to til tre gange daglig. Det er derfor ikke muligt at bo på Suðuroy og arbejde i Tórshavn, hvor de fleste arbejdspladser findes. Vágs kommunes borgmester, Dennis Holm, påpegede, at beboere på Suðuroy som er ca. 10% af Færøernes befolkning, ikke har samme adgang til arbejdspladserne på Færøerne, som folk der bor på andre øer, f.eks. kan man bo i Klaksvík eller i Sørvágur og arbejde i Tórshavn. Han sagde også, at den økonomiske vækst som kan ses i resten af landet, ikke kan ses på Suðuroy, som bl.a. har landets højeste arbejdsløshed.

## Galleri
| - Øen Skúvoy, set fra Sandoy. - Sandvík ses her og øen Stóra Dímun. Tunnelen skal efter planen komme op vest for bygden og en ny tunnel må bygges mellem Sandvík og Hvalba og en ny mellem Hvalba og Trongisvágur. - Udsigt fra den nuværende Sandvíkartunnil. Nede i dalen vil Suðuroyartunnilin komme op, hvis forestående undersøgelser ikke taler imod det. - Færgen Smyril er fra 2005 og skal skiftes ud omkring år 2030. |